# Prokoenenia chilensis
Prokoenenia chilensis is een spinnensoort in de taxonomische indeling van de Palpigradi.
Het dier komt uit het geslacht Prokoenenia. Prokoenenia chilensis werd in 1901 beschreven door Hansen.